# Centromerus serratus
Centromerus serratus là một loài nhện trong họ Linyphiidae. Cả con đực và cái có kích thước 1,2 đến 1,8 mm. Loài này phân bố ở châu Âu.